# 小堀鴎一郎
小堀 鴎一郎（こぼり おういちろう、1938年2月5日 - ）は、日本の医師。医学博士（東京大学、1971年）。父は小堀四郎、母は小堀杏奴、母方の祖父は森鷗外、母方の祖母は森志げ。岳父は嘉治隆一。先祖に小堀遠州がいる。長女麻子、長男鉄郎、次男陸郎

## 人物
1938年、東京府に生まれる。成城学園初等学校、成城学園中学校、國學院大學久我山高校、城北高校を経て、1956年に東京都立戸山高等学校を卒業。1965年、東京大学医学部医学科卒業。1971年、「胃癌の粘液、及び酵素に関する組織化学的研究」で東京大学より医学博士の学位を取得。
外科医として食道癌を専門とし、東京大学医学部附属病院第一外科や国立国際医療研究センターに約40年間勤務した。国際医療研究センターでは病院長を務めた。
定年退職後、埼玉県新座市の堀ノ内病院へ赴任。当初は外来診療などに従事していたが、同僚の退職時に自宅で寝たきりの患者を引き継ぐよう依頼される。このため、3年後から在宅患者への訪問診療に携わるようになった。2018年、自身の訪問診療医としての看取りの経験を基に『死を生きた人びと : 訪問診療医と355人の患者』を執筆。2019年、同書が第67回日本エッセイスト・クラブ賞を受賞した。

## 著書

### 単著
- 『死を生きた人びと : 訪問診療医と355人の患者』みすず書房、2018年5月。ISBN 978-4622086901。

### 共著
- 小堀鴎一郎ほか『消化器』岩田誠、織田敏次、小坂樹徳、杉本恒明監修、暮しの手帖社〈新・病気とからだの読本 1〉、2000年7月。ISBN 978-4766000665。
- 養老孟司共著『死を受け入れること : 生と死をめぐる対話』祥伝社、2020年7月。ISBN 978-4396617301。
- 糸井重里共著『いつか来る死』マガジンハウス、2020年11月。ISBN 978-4838731268。

### 共編著
- 出月康夫総編集、小堀鴎一郎責任編集 編『癌 : 現況と最新治療』中山書店〈外科臨床ハンドブック 2〉、1994年4月。ISBN 978-4521440217。
- 横光桃子共編、小尾俊人編註 編『林太郎と杏奴』幻戯書房〈鷗外の遺産 1〉、2004年11月。ISBN 978-4901998093。
- 横光桃子共編、小尾俊人編註 編『母と子』幻戯書房〈鷗外の遺産 2〉、2005年8月。ISBN 978-4901998109。
- 横光桃子共編、小尾俊人編註 編『社会へ』幻戯書房〈鷗外の遺産 3〉、2006年6月。ISBN 978-4901998116。